# فيرينتشانكا (تشيرنيفيتسكا)
فيرينتشانكا (Веренчанка) هي مدينة في مقاطعة تشيرنيفيتسكا في أوكرانيا.
يبلغ عدد سكانها حوالي 3626   نسمة.